# Donkey punch
Donkey punch /'dɒŋki pʌntʃ/ ('puñetazo de burro' en inglés) es un eufemismo que hace referencia a una teórica práctica sexual. En el donkey punch, la persona que estaría penetrando anal o vaginalmente a su pareja asestaría a ésta o este un puñetazo en los riñones o en la región occipital. La finalidad pretendida sería provocar una contracción refleja de la musculatura del recto o de la vagina, aumentando de esta manera la sensación de placer de quien penetra.

## Descripción
El Dr. Jeffrey Bahr, del Colegio Médico de Wisconsin, afirma que esto carece completamente de base científica y que un golpe de ese tipo no induce ninguna contracción en el esfínter, pero que, por el contrario, puede causar lesiones importantes o incluso la muerte.
Tradicionalmente este acto ha sido calificado de simple leyenda urbana o chiste misógino.

## Donkey punchen la industria pornográfica
En 2004 Gia Paloma se convirtió en la primera actriz conocida en recibir un donkey punch en una película pornográfica. Alex Sanders le propinó un puñetazo en la cabeza en la producción Gutter Mouths 30, lanzada por JM Productions. En 2005, la misma productora repitió editando otra cinta titulada Donkey Punch, protagonizada por Alex Devine.
El acto es también parte importante del argumento del thriller de 2008 Donkey Punch. En el mismo, un grupo de veraneantes británicos en Mallorca se ven envueltos en un caso de homicidio involuntario ocasionado por un donkey punch.

## Donkey punchen otros contextos
Además, "Donkey punch" fue el nombre en clave que se dio internamente en Enron a uno de los planes que diseñaron para manipular fraudulentamente el mercado energético estadounidense a finales de los años 1990 y principios de los 2000.